# Mellicta mediofasciata
Mellicta mediofasciata är en fjärilsart som beskrevs av Bubacek 1926. Mellicta mediofasciata ingår i släktet Mellicta och familjen praktfjärilar. Inga underarter finns listade i Catalogue of Life.